# Kraniokorpografie
Kraniokorpografie je diagnostikou poruch lidské rovnováhy a vestibulárního (statokinetického - rovnovážné ústrojí, lze jej nalézt ve vnitřním uchu) ústrojí. Jedná se o objektivní testovací metodu pro vyhodnocení vestibulárního systému a motorických reakcí pacienta na změnu chování či nálady nahráváním pohybu hlavy a krku. Tato technika je hodnotná zejména pro hyperextenzi krku.
Hyperextenze krku
poranění krku, ke kterému často dochází při prudkém nárazu ze zadní strany páteře. Prudkým pohybem je hlava postiženého zvrácena dozadu, následně stejnou silou dopředu a poté se vrátí do své původní polohy. Krční svalstvo není natolik silné, aby bylo schopné náraz přejít bez újmy, dochází tedy k natažení nejen veškerého krčního svalstva a páteře, ale i přítomných cév a nervů. Rozlišujeme tři druhy hyperextenze, které se liší následky: Prvním druhem je lehká hyperextenze, která pacientovi působí pouze bolest v oblasti krku a trnutí. Dalším druhem hyperextenze je střední hyperextenze, při které dochází ke snížení pohyblivosti krku. V případě třetího, nejtěžšího druhu hyperextenze dochází k neurologickým problémům.